# Discografia de Red Velvet
A discografia de Red Velvet, um grupo feminino sul-coreano, consiste em dois álbuns de estúdio, onze extended plays, uma reedição, um álbum de compilação e vinte e três singles. 
O primeiro grande lançamento do grupo, o EP Ice Cream Cake, foi lançado em 17 de março de 2015. O álbum liderou as paradas musicais coreanas após o lançamento. O grupo seguiu com seu primeiro álbum de estúdio, The Red, lançado em 9 de setembro de 2015, junto com a faixa-título "Dumb Dumb". O álbum chegou ao topo de várias tabelas musicais, incluindo a Billboard World Albums Charts, enquanto "Dumb Dumb" se tornou o primeiro single do grupo a ultrapassar um milhão de downloads. Seguindo o The Red, elas lançaram seu segundo EP, The Velvet, em 17 de março de 2016, que mostrou um estilo musical mais maduro e influenciado pelo R&B. O terceiro EP do grupo, Russian Roulette, foi lançado em 7 de setembro de 2016, junto com a faixa-título de mesmo nome. Seu quarto EP, Rookie, foi lançado em 1 de fevereiro de 2017, e seu primeiro EP especial The Red Summer foi lançado em 9 de julho de 2017. Seu segundo álbum de estúdio, Perfect Velvet foi lançado em 17 de novembro de 2017, junto com o single, "Peek-A-Boo". O álbum estreou em primeiro lugar na tabela Billboard World Albums, que marcou seu quarto álbum número um na tabela, tornando-os o grupo feminino de K-pop com o maior número de álbuns na tabela e o grupo com mais números um na tabela entre todos os atos de K-pop.  Uma reedição do álbum intitulada The Perfect Red Velvet foi lançada em janeiro de 2018.
Seu primeiro EP japonês, #Cookie Jar, foi lançado em 4 de julho de 2018, alcançando a terceira posição na Oricon Albums Chart e, após um mês, seu segundo EP especial, Summer Magic, foi lançado em 6 de agosto de 2018, que incluía seu primeiro lançamento em inglês, uma versão em inglês de "Bad Boy". Seu próximo álbum, o quinto EP oficial, RBB, que foi lançado em novembro de 2018, também tinha uma versão em inglês de seu single "RBB (Really Bad Boy)".  Em 29 de maio de 2019, elas lançaram seu segundo EP japonês Sappy, com versões japonesas de "Peek-A-Boo", "Rookie" e "Power Up". Em 19 de junho de 2019, elas lançaram "Zimzalabim" como o single do The ReVe Festival: Day 1, que foi a primeira entrada de uma trilogia no mesmo ano. Em 20 de agosto de 2019, elas lançaram "Umpah Umpah" como single do The ReVe Festival: Day 2, o segundo EP da trilogia ReVe Festival.  Em 23 de dezembro de 2019, elas lançaram "Psycho" como o single do The ReVe Festival: Finale, um álbum de compilação de seus dois EPs anteriores, servindo como o álbum final da trilogia The ReVe Festival.

## Álbuns

### Álbuns de estúdio
| Título                                                                                   | Detalhes | Melhores posições nas tabelas | Melhores posições nas tabelas | Melhores posições nas tabelas | Melhores posições nas tabelas | Melhores posições nas tabelas | Melhores posições nas tabelas | Vendas                           |
| Título                                                                                   | Detalhes | COR                           | FRA Dig.                      | JPN                           | JAP Hot.                      | EUA Heat                      | EUA World                     | Vendas                           |
| ---------------------------------------------------------------------------------------- | --- | ----------------------------- | ----------------------------- | ----------------------------- | ----------------------------- | ----------------------------- | ----------------------------- | -------------------------------- |
| The Red                                                                                  | - Lançamento: 9 de setembro de 2015 (COR) - Gravadora: SM Entertainment - Formatos: CD, download digital, streaming  | 1                             | —                             | 47                            | —                             | 24                            | 1                             | - : 79,838 - : 4,478 - : 3,000   |
| Perfect Velvet                                                                           | - Lançamento: 17 de novembro de 2017 (COR) - Gravadora: SM Entertainment - Formatos: CD, download digital, streaming | 2                             | 95                            | 20                            | 52                            | 3                             | 1                             | - : 117,759 - : 12,799 - : 3,000 |
| "—" indica lançamentos que não figuraram nas tabelas ou não foram lançados nessa região. | |                               |                               |                               |                               |                               |                               |                                  |

### Reedições
| Título                                                                                   | Detalhes do álbum | Melhores posições nas paradas | Melhores posições nas paradas | Melhores posições nas paradas | Melhores posições nas paradas | Melhores posições nas paradas | Melhores posições nas paradas | Vendas                 |
| Título                                                                                   | Detalhes do álbum | COR                           | FRA Dig.                      | JAP                           | JAP Hot.                      | EUA Heat                      | EUA World                     | Vendas                 |
| ---------------------------------------------------------------------------------------- | --- | ----------------------------- | ----------------------------- | ----------------------------- | ----------------------------- | ----------------------------- | ----------------------------- | ---------------------- |
| The Perfect Red Velvet                                                                   | - Lançamento: 29 de janeiro de 2018 (COR) - Gravadora: SM Entertainment - Formatos: CD, download digital, streaming, SMC | 1                             | 87                            | 29                            | 49                            | 7                             | 3                             | - : 120,957 - : 12,799 |
| "—" indica lançamentos que não figuraram nas tabelas ou não foram lançados nessa região. | |                               |                               |                               |                               |                               |                               |                        |

### Álbuns de compilações
| Título                                                                                   | Detalhes | Melhores posições nas tabelas | Melhores posições nas tabelas | Melhores posições nas tabelas | Melhores posições nas tabelas | Melhores posições nas tabelas | Vendas                                      |
| Título                                                                                   | Detalhes | COR                           | JAP                           | JAP Hot                       | EUA Heat                      | EUA World                     | Vendas                                      |
| ---------------------------------------------------------------------------------------- | --- | ----------------------------- | ----------------------------- | ----------------------------- | ----------------------------- | ----------------------------- | ------------------------------------------- |
| The ReVe Festival: Finale                                                                | - Lançamento: 23 de dezembro de 2019 (COR) - Gravadora: SM Entertainment - Formatos: CD, download digital, streaming | 1                             | 24                            | 45                            | 2                             | 3                             | - : 144,814 - : 7,442 (Fís.) - : 590 (Dig.) |
| "—" indica lançamentos que não figuraram nas tabelas ou não foram lançados nessa região. | |                               |                               |                               |                               |                               |                                             |

## Extended plays
| Título                                                                                   | Detalhes | Melhores posições nas tabelas | Melhores posições nas tabelas | Melhores posições nas tabelas | Melhores posições nas tabelas | Melhores posições nas tabelas | Melhores posições nas tabelas | Melhores posições nas tabelas | Melhores posições nas tabelas | Vendas                                                |
| Título                                                                                   | Detalhes | COR                           | AUS Dig.                      | FRA Dig.                      | JAP                           | JAP Hot                       | UK Down.                      | EUA Heat                      | EUA World                     | Vendas                                                |
| Coreano                                                                                  | Coreano | Coreano                       | Coreano                       | Coreano                       | Coreano                       | Coreano                       | Coreano                       | Coreano                       | Coreano                       | Coreano                                               |
| ---------------------------------------------------------------------------------------- | --- | ----------------------------- | ----------------------------- | ----------------------------- | ----------------------------- | ----------------------------- | ----------------------------- | ----------------------------- | ----------------------------- | ----------------------------------------------------- |
| Ice Cream Cake                                                                           | - Lançamento: 18 de março de 2015 - Gravadora: SM Entertainment - Formatos: CD, download digital, streaming                          | 1                             | —                             | —                             | 76                            | —                             | —                             | 24                            | 2                             | - : 90,970 - : 2,796 - : 3,000                        |
| The Velvet                                                                               | - Lançamento: 17 de março de 2016 - Gravadora: SM Entertainment - Formatos: CD, download digital, streaming                          | 1                             | —                             | —                             | 75                            | —                             | —                             | —                             | 8                             | - : 56,944 - : 2,104                                  |
| Russian Roulette                                                                         | - Lançamento: 7 de setembro de 2016 - Gravadora: SM Entertainment - Formatos: CD, download digital, streaming                        | 1                             | —                             | 174                           | 40                            | —                             | —                             | 18                            | 2                             | - : 87,693 - : 3,446 - : 2,000                        |
| Rookie                                                                                   | - Lançamento: 1 de fevereiro de 2017 - Gravadora: SM Entertainment - Formatos: CD, download digital, streaming, SMC                  | 1                             | —                             | —                             | 43                            | —                             | —                             | 21                            | 1                             | - : 118,747 - : 4,351                                 |
| The Red Summer                                                                           | - Lançamento: 9 de julho de 2017 - Gravadora: SM Entertainment - Formatos: CD, download digital, streaming                           | 1                             | —                             | 108                           | 27                            | —                             | —                             | 8                             | 1                             | - : 110,705 - : 4,659 - : 2,000                       |
| Summer Magic                                                                             | - Lançamento: 6 de agosto de 2018 - Gravadora: SM Entertainment - Formatos: CD, download digital, streaming                          | 1                             | 31                            | 42                            | 12                            | 24                            | 38                            | 3                             | 3                             | - : 164,531 - : 8,004 (Fís.) - : 946 (Dig.) - : 2,000 |
| RBB                                                                                      | - Lançamento: 30 de novembro de 2018 - Gravadora: SM Entertainment - Formatos: CD, download digital, streaming                       | 3                             | —                             | 92                            | 33                            | 51                            | 60                            | 1                             | 2                             | - : 106,946 - : 5,411 - : 10,000                      |
| The ReVe Festival: Day 1                                                                 | - Lançamento: 19 de junho de 2019 - Gravadora: SM Entertainment - Formatos: CD, download digital, streaming                          | 1                             | —                             | 53                            | 20                            | 46                            | 68                            | 5                             | 7                             | - : 169,426 - : 4,855                                 |
| The ReVe Festival: Day 2                                                                 | - Lançamento: 20 de agosto de 2019 - Gravadora: SM Entertainment - Formatos: CD, download digital, streaming                         | 1                             | —                             | 52                            | 17                            | 54                            | 51                            | 11                            | 6                             | - : 131,123 - : 3,960 (Fís.) - : 427 (Dig.) - : 1,000 |
| Japonês                                                                                  | |                               |                               |                               |                               |                               |                               |                               |                               |                                                       |
| #Cookie Jar                                                                              | - Lançamento: 4 de julho de 2018 - Gravadoras: Avex Trax, SM Entertainment Japan - Formatos: CD, CD+DVD, download digital, streaming | —                             | —                             | —                             | 3                             | 4                             | —                             | —                             | 13                            | - : 31,638                                            |
| Sappy                                                                                    | - Lançamento: 24 de maio de 2019 - Gravadoras: Avex Trax, SM Entertainment Japan - Formatos: CD, CD+DVD, download digital, streaming | —                             | —                             | —                             | 4                             | 4                             | —                             | —                             | —                             | - : 16,965                                            |
| "—" indica lançamentos que não figuraram nas paradas ou não foram lançados nessa região. | |                               |                               |                               |                               |                               |                               |                               |                               |                                                       |

## Singles
| "Happiness" (행복)                                                                       | 2014 | 5   | —  | —  | —  | —  | 4  | - : 433,336 - : 15,000   |                          | Adicionado à nenhum álbum |
| "Be Natural" (part. Taeyong)                                                             | 2014 | 33  | —  | —  | —  | —  | 6  | - : 70,920               |                          | Adicionado à nenhum álbum |
| "Automatic"                                                                              | 2015 | 32  | —  | —  | —  | —  | 9  | - : 80,662               | Ice Cream Cake           |                           |
| "Ice Cream Cake"                                                                         | 2015 | 4   | —  | —  | —  | —  | 3  | - : 1,378,831 - : 20,000 | Ice Cream Cake           |                           |
| "Dumb Dumb"                                                                              | 2015 | 2   | —  | —  | —  | —  | 3  | - : 2,200,000 - : 22,000 | The Red                  |                           |
| "Wish Tree (세가지 소원)"                                                                | 2015 | 33  | —  | —  | —  | —  | —  | - : 128,382              | Winter Garden            |                           |
| "One of These Nights (7월 7일)"                                                          | 2016 | 10  | —  | —  | —  | —  | 6  | - : 365,450              | The Velvet               |                           |
| "Russian Roulette" (러시안 룰렛)                                                         | 2016 | 2   | 70 | —  | —  | —  | 2  | - : 2,500,000 - : 24,000 | Russian Roulette         |                           |
| "Rookie"                                                                                 | 2017 | 3   | 39 | —  | —  | —  | 4  | - : 2,500,000            | Rookie                   |                           |
| "Would U"                                                                                | 2017 | 13  | —  | —  | —  | —  | —  | - : 188,236              | SM Station Season 1      |                           |
| "Red Flavor" (빨간 맛)                                                                   | 2017 | 1   | 2  | —  | 25 | —  | 4  | - : 2,500,000            | The Red Summer           |                           |
| "Rebirth"                                                                                | 2017 | 78  | —  | —  | —  | —  | 25 | - : 51,816               | SM Station Season 2      |                           |
| "Peek-A-Boo"                                                                             | 2017 | 2   | 2  | —  | 36 | —  | 2  | - : 2,500,000 - : 21,000 | Perfect Velvet           |                           |
| "Bad Boy"                                                                                | 2018 | 2   | 2  | 87 | 49 | —  | 2  | - : 2,500,000 - : 27,000 | - : Platina              | The Perfect Red Velvet    |
| "#Cookie Jar"                                                                            | 2018 | —   | —  | —  | —  | —  | 20 |                          |                          | #Cookie Jar               |
| "Power Up"                                                                               | 2018 | 1   | 1  | —  | —  | —  | 6  | - : 1,201,030 - : 1,000  | Summer Magic             |                           |
| "RBB (Really Bad Boy)"                                                                   | 2018 | 10  | 7  | —  | 93 | —  | 1  | - : 2,000                | RBB                      |                           |
| "Sappy"                                                                                  | 2019 | —   | —  | —  | —  | —  | 13 |                          | Sappy                    |                           |
| "Sayonara"                                                                               | 2019 | —   | —  | —  | —  | —  | —  |                          | Sappy                    |                           |
| "Zimzalabim" (짐살라빔)                                                                  | 2019 | 11  | 4  | —  | —  | 39 | 10 |                          | The ReVe Festival: Day 1 |                           |
| "Umpah Umpah" (음파음파)                                                                 | 2019 | 18  | 1  | —  | —  | —  | 9  |                          | The ReVe Festival: Day 2 |                           |
| "Psycho"                                                                                 | 2019 | 2   | 2  | —  | —  | 10 | 1  | - : 2,000                | - : Platina              | The ReVe Festival: Finale |
| "Milky Way"                                                                              | 2020 | 119 | 64 | —  | —  | —  | —  |                          |                          | SM Station                |
| "—" indica lançamentos que não figuraram nas paradas ou não foram lançados nessa região. |      |     |    |    |    |    |    |                          |                          |                           |

## Trilhas sonoras
| Título                                                | Ano  | Melhores posições nas tabelas | Vendas (DL)  | Integrante(s)  | Álbum                   |
| Título                                                | Ano  | COR                           | Vendas (DL)  | Integrante(s)  | Álbum                   |
| ----------------------------------------------------- | ---- | ----------------------------- | ------------ | -------------- | ----------------------- |
| "Yossism"                                             | 2016 | 152                           | - : 18,321   | Todas          | Telemonster OST         |
| "Don't Push Me"                                       | 2016 | 25                            | - : 182,984+ | Seulgi e Wendy | Uncontrollably Fond OST |
| "I Can Only See You"                                  | 2017 | 80                            | - : 24,912+  | Seulgi e Wendy | Hwarang OST             |
| "Better Than Any Star"                                | 2019 | 50                            |              | Todas          | Hotel Del Luna OST      |
| "Just Sing (Trolls World Tour)" (com vários artistas) | 2020 |                               |              | Todas          | Trolls World Tour OST   |
| "Future" (미래)                                       | 2020 | 180                           | ASA          | Todas          | Start-Up OST            |

## Colaborações
| Título                                                                        | Ano  | Integrante(s)  | Álbum                     |
| ----------------------------------------------------------------------------- | ---- | -------------- | ------------------------- |
| "Sound of Your Heart" (너의 목소리) (com Sunny, Luna, Yesung, Taeil, Doyoung) | 2016 | Seulgi e Wendy | SM Station                |
| "Doll" (com Kangta)                                                           | 2017 | Seulgi e Wendy | SM Station                |
| "Close to Me" (Red Velvet remix) (com Ellie Goulding e Diplo)                 | 2019 | Todas          | Adicionado à nenhum álbum |

## Outras canções cartografadas
| Título                                                                                   | Ano  | Melhores posições nas tabelas | Melhores posições nas tabelas | Melhores posições nas tabelas | Vendas (DL)               | Álbum                  |
| Título                                                                                   | Ano  | COR                           | COR                           | EUA World                     | Vendas (DL)               | Álbum                  |
| Título                                                                                   | Ano  | COR                           | Hot 100                       | EUA World                     | Vendas (DL)               | Álbum                  |
| ---------------------------------------------------------------------------------------- | ---- | ----------------------------- | ----------------------------- | ----------------------------- | ------------------------- | ---------------------- |
| "Somethin Kinda Crazy"                                                                   | 2015 | 52                            |                               | —                             | - : 51,549                | Ice Cream Cake         |
| "Take It Slow"                                                                           | 2015 | 64                            | —                             | - : 44,026                    |                           | Ice Cream Cake         |
| "Candy" (사탕)                                                                           | 2015 | 66                            | —                             | - : 43,693                    |                           | Ice Cream Cake         |
| "Stupid Cupid"                                                                           | 2015 | 74                            | —                             | - : 39,575                    |                           | Ice Cream Cake         |
| "Huff n Puff"                                                                            | 2015 | 36                            | —                             | - : 100,944                   | The Red                   |                        |
| "Oh Boy"                                                                                 | 2015 | 35                            | —                             | - : 108,422                   | The Red                   |                        |
| "Don't U Wait No More"                                                                   | 2015 | 69                            | —                             | - : 52,691                    | The Red                   |                        |
| "Campfire"                                                                               | 2015 | 68                            | —                             | - : 51,577                    | The Red                   |                        |
| "Day 1"                                                                                  | 2015 | 74                            | —                             | - : 52,264                    | The Red                   |                        |
| "Red Dress"                                                                              | 2015 | 78                            | —                             | - : 44,339                    | The Red                   |                        |
| "Lady's Room"                                                                            | 2015 | 83                            | —                             | - KOR: 46,356                 | The Red                   |                        |
| "Time Slip"                                                                              | 2015 | 88                            | —                             | - : 45,627                    | The Red                   |                        |
| "Cool World"                                                                             | 2015 | 95                            | —                             | - : 40,474                    | The Red                   |                        |
| "Cool Hot Sweet Love"                                                                    | 2016 | 48                            | 23                            | - : 72,559                    | The Velvet                |                        |
| "Rose Scent Breeze" (장미꽃 향기는 바람에 날리고)                                        | 2016 | 61                            | —                             | - : 57,394                    | The Velvet                |                        |
| "First Time" (처음인가요)                                                                | 2016 | 70                            | —                             | - : 54,292                    | The Velvet                |                        |
| "Light Me Up"                                                                            | 2016 | 79                            | —                             | - : 48,893                    | The Velvet                |                        |
| "Lucky Girl"                                                                             | 2016 | 42                            | —                             | - : 90,351                    | Russian Roulette          |                        |
| "Bad Dracula"                                                                            | 2016 | 81                            | —                             | - : 44,648                    | Russian Roulette          |                        |
| "Sunny Afternoon"                                                                        | 2016 | 78                            | —                             | - : 46,813                    | Russian Roulette          |                        |
| "Fool"                                                                                   | 2016 | 84                            | —                             | - : 42,507                    | Russian Roulette          |                        |
| "Some Love"                                                                              | 2016 | 100                           | —                             | - : 41,246                    | Russian Roulette          |                        |
| "My Dear"                                                                                | 2016 | 89                            | —                             | - : 48,708                    | Russian Roulette          |                        |
| "Little Little"                                                                          | 2017 | 41                            | —                             | - : 75,539                    | Rookie                    |                        |
| "Happily Ever After"                                                                     | 2017 | 71                            | —                             | - : 32,178                    | Rookie                    |                        |
| "Talk To Me"                                                                             | 2017 | 67                            | —                             | - : 35,861                    | Rookie                    |                        |
| "Body Talk"                                                                              | 2017 | 79                            | —                             | - : 28,698                    | Rookie                    |                        |
| "Last Love" (마지막 사랑)                                                                | 2017 | 72                            | —                             | - : 32,656                    | Rookie                    |                        |
| "You Better Know"                                                                        | 2017 | 14                            | 21                            | —                             | - : 118,309               | The Red Summer         |
| "Zoo"                                                                                    | 2017 | 24                            | 30                            | —                             | - : 82,388                | The Red Summer         |
| "Mojito" (여름빛)                                                                        | 2017 | 32                            | 69                            | —                             | - : 55,235                | The Red Summer         |
| "Hear The Sea" (바다가 들려)                                                             | 2017 | 35                            | 70                            | —                             | - : 52,988                | The Red Summer         |
| "Look" (봐)                                                                              | 2017 | 74                            | 61                            | —                             | - : 49,319                | Perfect Velvet         |
| "Moonlight Melody" (달빛 소리)                                                           | 2017 | 98                            | 64                            | —                             | - : 38,855                | Perfect Velvet         |
| "Kingdom Come"                                                                           | 2017 | —                             | 65                            | —                             | - : 37,984                | Perfect Velvet         |
| "My Second Date" (두 번째 데이트)                                                        | 2017 | —                             | 67                            | —                             | - : 35,962                | Perfect Velvet         |
| "All Right"                                                                              | 2018 | 79                            | 41                            | —                             |                           | The Perfect Red Velvet |
| "With You" (한 여름의 크리스마스)                                                        | 2018 | 34                            | 18                            | —                             | Summer Magic              |                        |
| "Blue Lemonade"                                                                          | 2018 | 68                            | 23                            | —                             | Summer Magic              |                        |
| "Mr. E"                                                                                  | 2018 | 80                            | 26                            | —                             | Summer Magic              |                        |
| "Hit That Drum"                                                                          | 2018 | 83                            | 27                            | —                             | Summer Magic              |                        |
| "Mosquito"                                                                               | 2018 | 88                            | 29                            | —                             | Summer Magic              |                        |
| "Sunny Side Up!"                                                                         | 2019 | 123                           | —                             | —                             | The ReVe Festival: Day 1  |                        |
| "Milkshake"                                                                              | 2019 | 181                           | —                             | —                             | The ReVe Festival: Day 1  |                        |
| "Parade"                                                                                 | 2019 | 184                           | —                             | —                             | The ReVe Festival: Day 1  |                        |
| "Carpool"                                                                                | 2019 | 169                           | —                             | —                             | The ReVe Festival: Day 2  |                        |
| "Love Is the Way"                                                                        | 2019 | 199                           | —                             | —                             | The ReVe Festival: Day 2  |                        |
| "In & Out"                                                                               | 2019 | 88                            | 50                            | —                             | The ReVe Festival: Finale |                        |
| "Remember Forever"                                                                       | 2019 | 128                           | 65                            | —                             | The ReVe Festival: Finale |                        |
| "—" indica lançamentos que não figuraram nas paradas ou não foram lançados nessa região. |      |                               |                               |                               |                           |                        |